# Budzewo
Budzewo (niem. Groß Budschen, Budzie) – wieś w Polsce położona w województwie warmińsko-mazurskim, w powiecie węgorzewskim, w gminie Budry.
Przysiółkiem wsi Budzewo jest Strzała a częściami wsi: Łąki i Zawady Małe.
W latach 1975–1998 miejscowość administracyjnie należała do województwa suwalskiego.
We wsi niewielki neoklasycystyczny dwór z poł. XIX w. otoczony parkiem.